# Hamilton (Ontario)

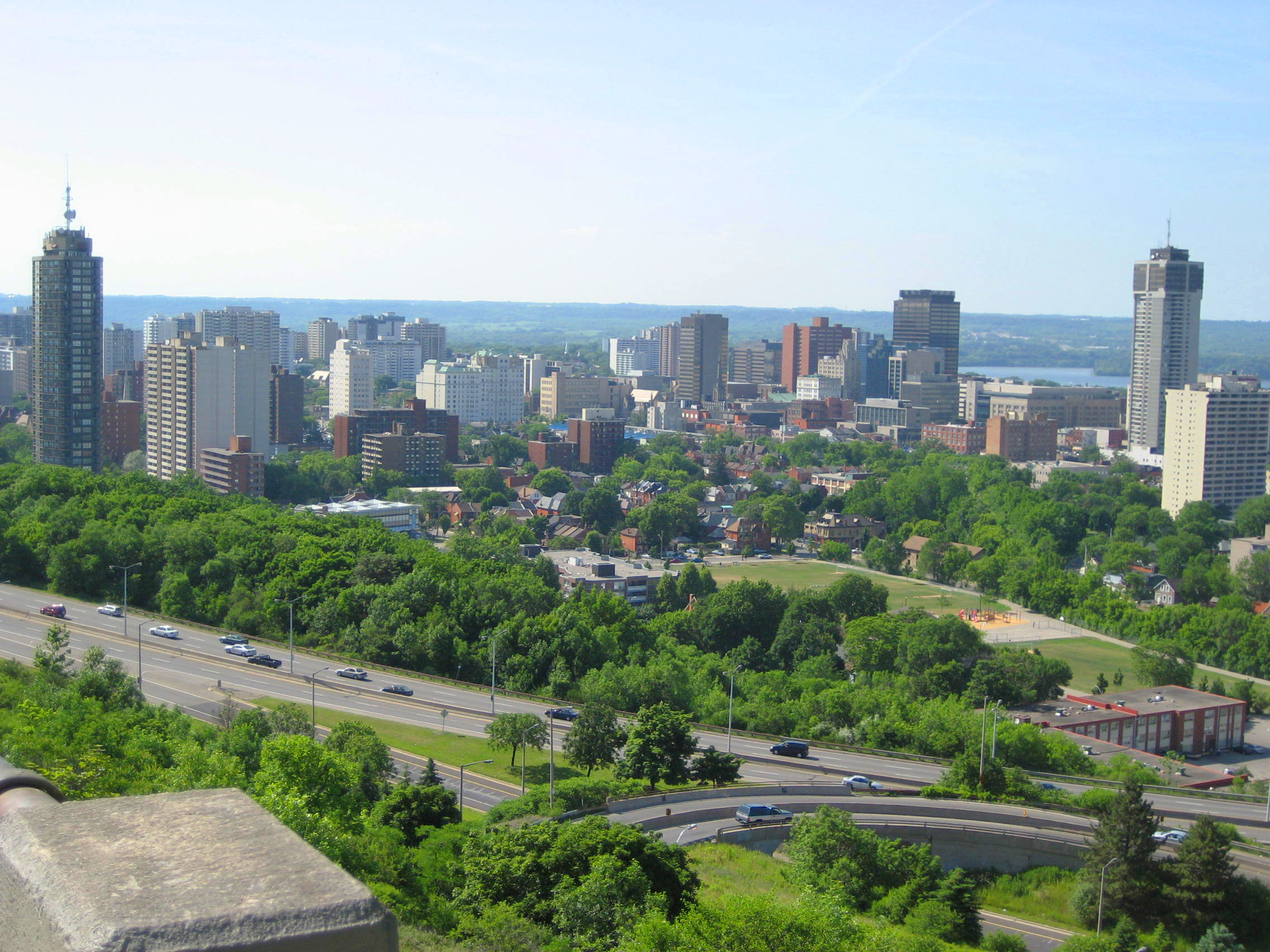
Vista aèria de la ciutat de Hamilton

Hamilton és una ciutat portuària de la província canadenca d'Ontario. Ideada per George Hamilton quan comprà la finca de James Durand poc després de la Guerra de 1812, Hamilton s'ha convertit en el centre d'una regió densament poblada i industrialitzada a l'extrem occidental del Llac Ontario, coneguda com la Ferradura Daurada. L'1 de gener de 2001, es formà la nova ciutat de Hamilton amb la unió de l'antiga ciutat i els pobles constituents de la Municipalitat Regional de Hamilton - Wentworth. Des de 1981, l'àrea metropolitana de Hamilton ha estat una de les nou més grans del Canadà i la tercera més gran d'Ontario.
Tradicionalment, la seva economia ha estat encapçalada per l'acer i la manufactura pesada. Durant l'última dècada, hi ha hagut una transició al sector del servei, notablement les ciències de la salut. La Corporació de les Ciències de la Salut de Hamilton, té un personal de 10.000 persones i atén 2,2 milions de persones de la regió.
Hamilton és la llar dels Jardins Botànics Reials d'Ontario, el Museu Canadenc de l'Herència dels Avions de Guera, la Bruce Trail, la Universitat McMaster i altres institucions educatives. El Saló de la Fama del Futbol Canadenc es troba a prop de l'Ajuntament de Hamilton. L'equip de la Lliga Canadenca de Futbol, els Tigres de Hamilton juguen a l'Estadi Ivor Wynne. Diverses pel·lícules i sèries de televisió s'han filmat, regulats per l'Oficina de Cine i Televisió.